# 盐矿单胞属
盐矿单胞属（学名：Salinarimonas）为拜叶林克氏菌科的一个属。

## 下属物种
本属包括以下物种：
- 分枝盐场单胞菌 Salinarimonas ramus Cai et al., 2011[2]
- 玫瑰红盐矿单胞菌 Salinarimonas rosea Liu et al., 2010